# Bounty (батончик)
Bounty («Ба́унти»; англ. bounty — «щедрость») — конфета с мякотью кокоса, покрытая шоколадом, выпускаемая американской компанией Mars в странах Европы, Океании и Ближнего Востока.
Выпускается в двух видах — с молочным и тёмным шоколадом. С молочным шоколадом батончик имеет голубую упаковку, с тёмным — красно-коричневую. С 2007 года батончики с тёмным шоколадом перестали продаваться на постсоветском пространстве, однако в 2011 году вновь появились в продаже. Есть разновидности со вкусом манго и ананаса, а также «Bounty Trio» — увеличенная, по сравнению со стандартной, упаковка — с тремя конфетами.
Рекламные ролики продукта снимаются на фоне тропического острова, зачастую это таиландский остров Самуй. Рекламный слоган: «Bounty — райское наслаждение», дословно с английского языка: «Вкус рая» («The Taste of Paradise»).
С середины 1990-х годов в США шоколадные батончики «Баунти» не выпускаются, а импортируются из Европы.
5 октября 2021 года компания Mars предупредила клиентов об ограничении поставок батончиков Bounty из-за возникших сложностей с поставками сырья. Проблемы могут быть связаны с нехваткой кокосовой стружки и могут продлиться до 2022 года.

## Характеристика
Срок годности: около 7 месяцев с даты изготовления, продукт требует хранения при температуре от +5 °C до +22 °C при относительной влажности не более 70 %. Состав начинки: сушёная мякоть кокоса, сахар, глюкозный сироп, эмульгатор (глицерин моностеарат), регулятор влажности (глицерин), соль, идентичный натуральному ароматизатор (ванилин). Шоколад: сахар, какао масло, цельное сухое молоко, какао тёртое, лактоза, молочный жир, эмульгатор (лецитин), идентичный натуральному ароматизатор (ванилин), молоко сухое обезжиренное. Трансжиров в шоколаде не более 1 %.